# Iglesia de la Asunción de Nuestra Señora (Tanauan)
La iglesia de la Asunción de Nuestra Señora es un templo católico del municipio filipino de Tanauan.

## Descripción
La iglesia está situada en el municipio filipino de Tanauan, perteneciente a la provincia de Leyte. Aparece descrita en el Estado geográfico, topográfico, estadístico, histórico-religioso, de la santa y apostólica provincia de S. Gregorio Magno (1865) de Félix de Huerta con las siguientes palabras:

La Iglesia, con la advocacion de la Asuncion de Nuestra Señora, es de sólida fábrica, construida por los PP. Jesuitas, y aumentada en su largor por el R. P. Fr. Francisco de Páula Marquez. Dicha Iglesia tiene 228 piés de largo por 42 de ancho, y para disimular en parte su desproporcionada longitud construyó el citado P. Marquez, á la parte del evangelio, una hermosa capilla de 42 piés de largo y lo mismo de ancho. El convento es tambien de piedra, reparado y techado el año de 1850 por el referido P. Marquez, y tanto este como la Iglesia se hallan rodeados de una muralla de piedra, de un regular espesor, con un baluarte en cada uno de sus cuatro ángulos, cuya muralla se construyó para defensa de los moros, aunque hoy se halla bastante deteriorada.
(Huerta, 1865, p. 349)